# Pierre Roy (Maler)
Pierre Roy (* 10. August 1880 in Nantes, Département Loire-Atlantique; † 26. September 1950 in Mailand) war ein französischer Maler.

## Leben

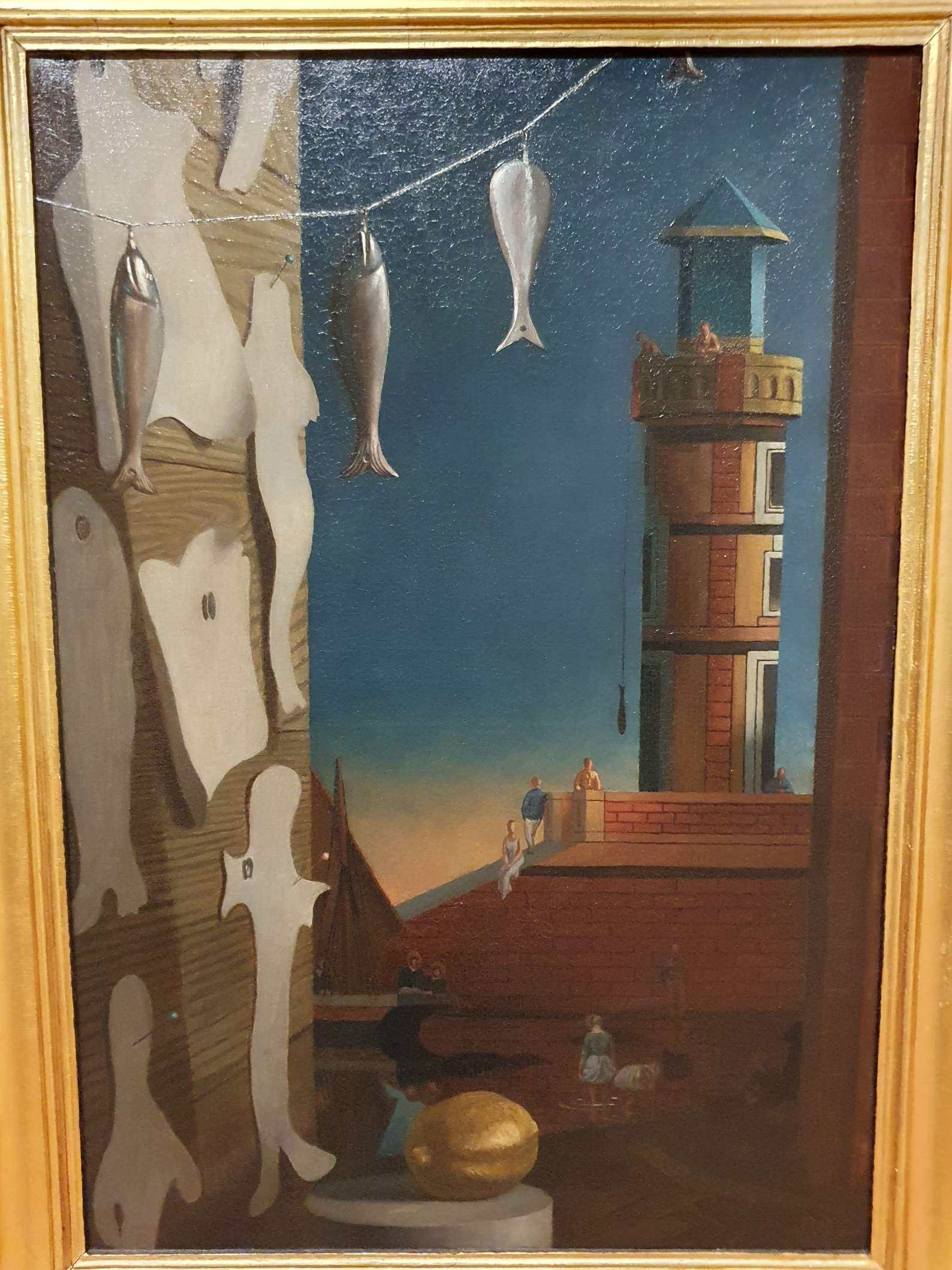
Le Café de la Marine, Öl auf Leinwand, 1930

Pierre Roy kam 1904 nach Paris und besuchte sowohl die Académie Julian als auch die École nationale supérieure des beaux-arts. Zu seinen Freunden zählte er Apollinaire und Max Jacob. In der Anfangszeit seiner künstlerischen Tätigkeit war Pierre Roy zunächst dem Fauvismus zugewandt. Um 1920 herum schloss er sich dann den Surrealisten an. Aus dieser Zeit stammen viele seiner bekanntesten Gemälde.
1928 fand er einen eigenen Stil und auf Reisen nach Amerika 1930 und nach Hawaii (1935) holte er sich Inspirationen. Pierre Roy gilt seitdem als der älteste Vertreter des magischen Realismus oder auch des Superrealismus. In den USA, wo er zahlreiche Ausstellungen hatte, zieren einige seiner Grafiken das Titelblatt von Mode- und Kunstzeitschriften.

## Werke (Auswahl)
Einige seiner Werke befinden sich im Pariser Musée National d’Art Moderne.
- Der Sommer von Saint Michel (1932)
- La Rue du Port (1943)
- Süßes Souvenir (1943)